# Arkansas (film)
Arkansas è un film del 2020 diretto da Clark Duke.

## Trama
Il film narra la storia di due ragazzi che iniziano a fare i narcotrafficanti. Ambientato nell’America degli anni 80 e anni 2000, si susseguono vari passaggi su come Frog diventa il capo del giro.
Il film inizia con un ragazzo di nome Kyle che fa lo spacciatore, poi incontra Swin e i due iniziano un lavoro che li porterà in un altro Stato americano. Il viaggio viene interrotto da un ranger di nome Bright che è l’uomo più vicino a Frog. Lui li fa lavorare nel suo campus e fa fare loro dei lavoretti con una mediatrice chiamata Lei. 
Swin incontra una ragazza di nome John in un supermercato, i due escono si innamorano e lei rimane incinta. 
Uno di questi lavori avrà una brutta conseguenza, ovvero la morte di Bright, i ragazzi non sanno cosa fare perché potrebbero essere sotto esame da parte di Frog. Decidono di continuare a gestire il range e i lavori.
Durante il film ci sono dei flashback che riportano Frog negli anni ‘80 e narra la storia di come lui abbia preso il posto del boss Almond e da persona onesta sia diventato un narcotrafficante; proprio come succede al protagonista giovane Kyle.
Nel frattempo Frog pensa che i due vogliono eliminare tutti i suoi collaboratori e quindi chiama i Gemelli, suoi fidati alleati, e li fa uccidere, ma si salva solo Kyle, che andrà da Frog per vendicarsi: lo uccide così diventa lui il boss e parte per l’Oklahoma.

## Promozione
Il trailer è stato pubblicato il 12 marzo 2020.

## Distribuzione
Il film doveva essere presentato in anteprima mondiale al festival South by Southwest il 15 marzo 2020, ma il festival è stato annullato a causa della pandemia di coronavirus. Il film è stato distribuito negli Stati Uniti d'America direct to video e on demand a partire dal 5 maggio 2020.